# 杉浦健一
杉浦 健一（すぎうら けんいち、1905年（明治38年）8月16日 - 1954年（昭和29年）1月15日）は、日本の文化人類学者である。

## 経歴・人物
愛知県岡崎市の生まれ。東京帝国大学（現在の東京大学）卒業後、同大学院に入学するが中退する。その後は日本国内の辺地民俗学の調査の参加や、1937年（昭和12年）に南洋庁に入庁した事により、人類の調査のため1941年（昭和16年）に退職するまで5度ミクロネシアやパラオ等当時日本の直轄下であった南洋諸島を訪問した。またこの頃に文部省（現在の文部科学省）に入省し、同省の民族研究所の研究員として活動する。
第二次世界大戦後はアメリカ国内における文化人類学の影響もあり、親族組織論等多彩な人類学の研究に携わる。1950年（昭和25年）には東京外国語大学、1953年（昭和29年）には古巣の東京大学教養学部の教授をそれぞれ務めた。また同時期に同僚の泉靖一らと共にアイヌ民族の民俗学の研究や日本国内の農村調査に携わった。

## 著書
- 『原始経済の研究』（1948年）
- 『人類学』（1951年）